# Kurudampalayam
Kurudampalayam es una ciudad censal situada en el distrito de Coimbatore en el estado de Tamil Nadu (India). Su población es de 18749 habitantes (2011). Se encuentra a 7 km de Coimbatore.

## Demografía
Según el censo de 2011 la población de Kurudampalayam era de 18749 habitantes, de los cuales 10025 eran hombres y 8724 eran mujeres. Kurudampalayam tiene una tasa media de alfabetización del 90,61%, superior a la media estatal del 80,09%: la alfabetización masculina es del 94,71%, y la alfabetización femenina del 85,85%.